# Kuri Kuri Mix
Kuri Kuri Mix (くりクリミックス?, Kuri Kuri Mikkusu), noto in Nord America come The Adventures of Cookie & Cream, è un videogioco d'avventura dinamica sviluppato e pubblicato da FromSoftware per la console PlayStation 2 nel 2000. Nel 2007, il gioco è stato convertito per Nintendo DS con il titolo Cookie & Cream (KuriKuri DS: Otasuke Island (くりクリDS おたすけアイランド?, Kuri Kuri DS Otasuke Airando) in Giappone). L'edizione originale è stata resa disponibile nel novembre 2013 sulla versione americana del servizio PlayStation Network.

## Trama
Chestnut (Cookie nella versione statunitense) e Cream sono due coniglietti che stanno tornando a casa alla vigilia del "Festival della Luna" del loro clan. Tuttavia, durante il viaggio verso casa, incontrano un messaggero che dice loro che la Luna è scomparsa e che se nessuno la trova non ci sarà mai un'altra festa. Dopo che a ciascuno di loro viene data una corona come simbolo di coraggio dal misterioso messaggero, intraprendono un viaggio per riconquistare la Luna.

## Modalità di gioco
I giocatori possono scegliere tra due diverse modalità: contro e storia. Nella modalità storia (per una o due persone), i giocatori devono guidare Chestnut e Cream verso l'obiettivo prima che scada il tempo. Nella modalità storia a un giocatore, si controlla contemporaneamente Chestnut e Cream; mentre in quella a due, ognuno controlla un personaggio a testa. Nella versione PS2, i due giocatori possono utilizzare controller separati o entrambi possono usufruire dello stesso controller, con un giocatore che tiene il lato sinistro e l'altro il lato destro. Durante il gioco, Chestnut deve superare molti ostacoli. La maggior parte di quest'ultimi richiede che Chestnut o Cream esegua un'azione specifica in modo che l'altro possa avanzare oltre di essi. I giocatori possono collezionare orologi d'argento che aggiungono 20 secondi di tempo e orologi d'oro che forniscono 50 secondi in più mentre giocano attraverso i vari livelli. Durante la modalità storia i giocatori possono raccogliere i pezzi del puzzle per sbloccare personaggi aggiuntivi nella modalità contro. In quest'ultima, da 2 a 4 giocatori competono per raccogliere più punti possibili prima di raggiungere l'obiettivo. La modalità contro nella versione PS2 offre anche il supporto Multitap per consentire l'utilizzo di fino a 4 controller contemporaneamente. 
La versione per Nintendo DS è stata rielaborata per sfruttare le funzionalità della console. Invece di affrontare le sfide platform in split screen, il primo giocatore si cimenta nelle prove sullo schermo superiore, mentre il secondo giocatore esegue azioni contestuali e risolve enigmi utilizzando lo stilo sullo schermo inferiore. Come nella versione per PlayStation 2, Kuri Kuri Mix può essere giocato in modalità singolo, in cui una persona controlla entrambi i personaggi, oppure in modalità cooperativa, dove un giocatore controlla Chestnut e l'altro impersona Cream. Il multiplayer è disponibile sia in modalità wireless locale che tramite la Nintendo Wi-Fi Connection. Tra i contenuti aggiuntivi, è presente una modalità battaglia con 20 minigiochi competitivi che possono essere giocati con un massimo di altri tre giocatori.

## Accoglienza
Kuri Kuri Mix ha ricevuto recensioni "generalmente favorevoli" secondo il sito di aggregazione di recensioni Metacritic. I critici hanno elogiato il gameplay innovativo e divertente del gioco, insieme alla sua estetica bizzarra e all'atmosfera generale. Game Informer ha pubblicato una recensione positiva quasi due mesi prima dell'uscita negli Stati Uniti. Greg Orlando di Next Generation ha espresso un giudizio favorevole sul gioco. In Giappone, Famitsū gli ha assegnato un punteggio di 30 su 40. Four-Eyed Dragon di GamePro ha commentato: "Riunite i vostri amici per divertirvi in modo incredibile con Cookie e Cream. Riderete per la storia, farete il broncio per i difficili enigmi e vi chiederete perché Cookie e Cream siano una combinazione così azzeccata per la PS2".
La versione per Nintendo DS ha ricevuto recensioni "miste o nella media" secondo Metacritic. GameSpy ha elogiato il porting come "un adattamento perfetto per il doppio schermo e le capacità wireless del DS", apprezzando come i puzzle del touch screen influenzino le fasi platform. GameSpot ha lodato il "design unico e la difficoltà seria" del gioco, ma ha criticato il level design "blando" per le sezioni platform, trovando i minigiochi del touch screen piuttosto coinvolgenti e divertenti. In alcune recensioni contrastanti su Game Informer, Matt Helgeson ha affermato che l'interazione tra gli stili nella modalità per giocatore singolo "a volte dà i suoi frutti in modo sorprendentemente inventivi", ma "altrettanto spesso è un completo pasticcio", definendola troppo "goffa" per ottenere voti alti, pur riconoscendo che "le grandi parti di questo gioco sono davvero qualcosa da sperimentare". Brian Vore ha espresso una valutazione simile, affermando che "per tutte le parti intelligenti di Kuri Kuri Mix, c'è una buona dose di frustrazione da accompagnare", segnalando alcuni minigiochi fastidiosi e un'angolazione della telecamera poco utile. Eurogamer ha descritto le modifiche al gameplay come "leggermente deludenti", poiché il giocatore che utilizza il touch screen ha poco da fare, osservando che "spesso è più divertente affrontare le cose da soli, offrendo maggiori possibilità di sfida", ma concludendo che è divertente giocare con un amico o aiutare un giocatore più giovane. In Giappone, Famitsū gli ha assegnato un punteggio di 23 su 40.